# Барбара Помпілі
Барбара Помпілі (нар. 13 червня 1975) — французький політик, яка була міністром екологічного переходу під керівництвом прем'єр-міністра Жана Кастекса з 2020 по 2022 рік.
Помпілі раніше був членом Національних зборів від 2- го виборчого округу Сомми з 2012 по 2016 рік і з 2017 по 2020 рік. Член La République En Marche! (REM) з 2017 року, вона була членом The Greens (LV) з 2000 по 2010 рік та Екологія Європи – Зелені (EELV) з 2010 по 2015 рік. Помпілі обіймала посаду державного секретаря з питань біорізноманіття з 2016 по 2017 рік.

## Освіта
Народилася в Буа-Бернар, Па-де-Кале, Помпілі виросла у Льєвені. Закінчила Sciences Po Lille.

## Політична кар'єра
Вперше обрана до Національної асамблеї на парламентських виборах 2012 року, Помпілі була першою жінкою-президентом парламентської групи в нижній палаті, очолюючи групу EELV разом з Франсуа де Ружі з 2012 по 2016 рік. Вона також працювала в Комітеті з питань освіти та культури.
У вересні 2018 року, після призначення Франсуа де Рюжі в уряд, Помпілі балотувався на посаду президента Національних зборів. Під час внутрішнього голосування в парламентській групі LREM вона посіла друге місце; ця посада зрештою дісталася тодішньому президенту групи Річарду Ферранду.

## Політична позиція
У липні 2019 року Помпілі вирішила не приєднуватися до більшості своєї парламентської групи і стала одним із 52 членів LREM, які утрималися при голосуванні щодо ратифікації Францією Всеосяжної економічної та торговельної угоди Європейського Союзу (CETA) з Канадою. Вона також захистила поправки щодо прозорості та маркування генетично модифікованих організмів, які використовуються в продуктах харчування всупереч порадам уряду, а також виступила проти затримок у стратегії країни щодо скорочення використання пестицидів і поступової відмови від гліфосату.